# الحياة الكهربائية للويس وين
الحياة الكهربائية للويس وين هو فيلم سيرة ذاتية من إخراج ويل شارب وبطولة بيندكت كامبرباتش،كلير فوي،أندريا رايزبورو وتوبي جونز.تم عرض الفيلم على برايم فيديو في 5 نوفمبر 2021.